# التكلفة الإجمالية للملكية
التكلفة الاجمالية للملكية التكلفة الاجمالية للملكية (TCO).

## تعريف
هو تقدير مالي لمساعده مدراء المؤسسات لتحديد التكاليف المباشرة (Direct Cost) والتكاليف غير المباشرة (Indirect Cost) لامتلاك أي منتج.

## كيف يعمل
- يعتبر نظام مالي يساعدنا لتحديد التكاليف المحتاجة خلا دوره حياة المنتج.
- تحليل (TCO) تعتبر خطوة مهمة حتى إن كانت في المؤسسة لان المنتج دائم التغيير.

## الفائدة
الغرض من -التكلفة الاجمالية للملكية (TCO)- هو اتخاذ قرار شراء بأقل التكاليف الممكنة.

## ينقسم إلى
- تكاليف مباشرة
- تكاليف غيرمباشرة

## عيوب التكلفة الاجماليه للملكية (TCO)
- مع نظام التكلفة الاجمالية للملكية (TCO) لايوجد تقدير واضح للعائد
- عند التطبيق على التخصاصات الاي تي (IT) صعب جدا لأنه في التكاليف غير المباشرة